# Toyota FJ Cruiser
De Toyota FJ Cruiser is een SUV in het J-segment van de Japanse autofabrikant Toyota. Dit automodel is niet in Nederland verkocht.